# Phytomyza albifrons
Phytomyza albifrons är en tvåvingeart som beskrevs av Franz Groschke 1957. Phytomyza albifrons ingår i släktet Phytomyza och familjen minerarflugor.
Artens utbredningsområde är Tyskland. Inga underarter finns listade i Catalogue of Life.